# Ayşe Deniz Gökçin
Ayşe Deniz Gökçin (1988) és una pianista turca. Va començar a tocar el piano als dos anys. Gökçin diu, "des dels dos anys el piano ha estat la meva millor joguina". Ayşe Deniz Gökçin va assolir la fama amb la seva "Pink Floyd Lisztified: Fantasia Quasi Sonata", on combina música rock amb música clàssica. Fou escollida pianista de l'any 2016 per la revista de música clàssica Andante i va rebre el premi Donizetti.